# エフレム・クルツ
エフレム・クルツ（Efrem Kurtz, 露: Ефрем Курц, 1900年11月7日 - 1995年6月27日）は、主にヨーロッパ大陸で活動したユダヤ系指揮者。

## 経歴
ロシア帝国のサンクトペテルブルクに生まれ、ペトログラード音楽院でアレクサンドル・グラズノフやニコライ・チェレプニンなどに師事した。後にリガやベルリンにも学ぶ。
クルツは病身のアルトゥール・ニキシュがイサドラ・ダンカンの伴奏を務める最後の瞬間に立ち会っていたことから、指揮者デビューを果たすことになった。この結果、ベルリン・フィルハーモニー管弦楽団と数多くの演奏会を行うこととなる。1924年から1933年までシュトゥットガルト・フィルハーモニー管弦楽団を指揮、1928年にはアンナ・パヴロワと伴奏指揮者として契約を結び、パヴロワの没年（1931年）までこれを履行した。1932年から1942年までモンテカルロ・ロシア・バレエ団の指揮者として、精力的に演奏旅行をこなした。
その後は渡米し、1944年にアメリカ合衆国市民権を取得した。1943年から1948年までカンザスシティ・フィルハーモニー管弦楽団を、1948年から1954年までヒューストン交響楽団を指揮した。映画音楽の指揮者も務めており、この分野での代表例にオーソン・ウェルズの映画『マクベス』（ジャック・イベール作曲）などがある。
1955年から1957年まで、ロイヤル・リヴァプール・フィルハーモニー管弦楽団の指揮者を務め、ジョン・プリッチャードとともに活躍した。後に数多くの客演指揮者の職務をこなし、1966年に初めてロシアに再入国した折には、レニングラードやモスクワでもオーケストラの指揮を執った。
1960年代後半に来日し、日本フィルハーモニー交響楽団を、1977年には読売日本交響楽団を指揮した。長身で、指揮台を使わずに指揮をする。
クルツは長寿のわりに、それほど多くの録音を遺さなかった。しかし、イサドラ・ダンカンの伴奏指揮者として頭角をあらわしたことや、ロシア・バレエ団との深いつながりから、一般にバレエ指揮者とみなされており、いきおいレパートリーや録音の中心はバレエ音楽で占められた。ロシア革命によって長年ソ連楽壇との交流がなかったにもかかわらず、ハチャトゥリアンやカバレフスキーのバレエ音楽の指揮者として知られていた。リムスキー＝コルサコフのオペラや、プロコフィエフとショスタコーヴィチの交響曲も得意のレパートリーであった。

## 家族
ロンドンで他界するまで3度結婚しており、1933年に結婚した最初の妻カトリーヌ・ヤッフェとは1950年代に離婚している。2度目の妻であるエレーヌ・シェーファーとは死別した。3度目の妻メアリー・リンチは、クルツが亡くなるまで連れ添い、1999年にロンドンで他界している。